# Aql (intellect)
Pour les articles homonymes, voir Aql.
 (janvier 2023).
Si vous disposez d'ouvrages ou d'articles de référence ou si vous connaissez des sites web de qualité traitant du thème abordé ici, merci de compléter l'article en donnant les références utiles à sa vérifiabilité et en les liant à la section « Notes et références ».
 (août 2022).
La mise en forme du texte ne suit pas les recommandations de Wikipédia : il faut le « wikifier ».
Les points d'amélioration suivants sont les cas les plus fréquents. Le détail des points à revoir est peut-être précisé sur la page de discussion.
- Les titres sont pré-formatés par le logiciel. Ils ne sont ni en capitales, ni en gras.
- Le texte ne doit pas être écrit en capitales (les noms de famille non plus), ni en gras, ni en italique, ni en « petit »…
- Le gras n'est utilisé que pour surligner le titre de l'article dans l'introduction, une seule fois.
- L'italique est rarement utilisé : mots en langue étrangère, titres d'œuvres, noms de bateaux, etc.
- Les citations ne sont pas en italique mais en corps de texte normal. Elles sont entourées par des guillemets français : « et ».
- Les listes à puces sont à éviter, des paragraphes rédigés étant largement préférés. Les tableaux sont à réserver à la présentation de données structurées (résultats, etc.).
- Les appels de note de bas de page (petits chiffres en exposant, introduits par l'outil «  Source ») sont à placer entre la fin de phrase et le point final[comme ça].
- Les liens internes (vers d'autres articles de Wikipédia) sont à choisir avec parcimonie. Créez des liens vers des articles approfondissant le sujet. Les termes génériques sans rapport avec le sujet sont à éviter, ainsi que les répétitions de liens vers un même terme.
- Les liens externes sont à placer uniquement dans une section « Liens externes », à la fin de l'article. Ces liens sont à choisir avec parcimonie suivant les règles définies. Si un lien sert de source à l'article, son insertion dans le texte est à faire par les notes de bas de page.
- La présentation des références doit suivre les conventions bibliographiques. Il est recommandé d'utiliser les modèles {{Ouvrage}}, {{Chapitre}}, {{Article}}, {{Lien web}} et/ou {{Bibliographie}}. Le mode d'édition visuel peut mettre en forme automatiquement les références.
- Insérer une infobox (cadre d'informations à droite) n'est pas obligatoire pour parachever la mise en page.

Pour une aide détaillée, merci de consulter Aide:Wikification.
Si vous pensez que ces points ont été résolus, vous pouvez retirer ce bandeau et améliorer la mise en forme d'un autre article.
'Aql (en arabe : عقل, signifiant "intellect"), est un terme de langue arabe utilisé dans la théologie islamique pour designer l'intellect ou la faculté rationnelle de l'âme ou de l'esprit. Le mot ʿaql est utilisé par les falasifa (philosophes arabes hellénisants) pour traduire le terme grec noûs employé par Aristote.
Dans la jurisprudence, la raison, les facultés intellectuelles sont utilisées pour trouver des solutions juridiques, définir les « lois religieuses » la charia dans les cas où on ne trouve pas la réponse explicitement dans le Coran, ni dans la sounna. Cet effort intellectuel a été traduit par « raisonnement dialectique ».

## Histoire
Dans l'Islam, le terme 'aql a été fortement développé par les premiers penseurs liés à ahl al bayt ; il est venu remplacer et élargir le concept préislamique de ḥilm (en arabe : حلم) « justice sereine et maîtrise de soi, dignité » en opposition aux notions négatives d'ignorance (jahl) et de stupidité (safah).
Le « possesseur de 'aql », al-'āqīl (pluriel al-'uqqāl) réalise une connexion profonde avec Dieu. Jaʿfar aṣ-Ṣādiq (mort en 765, Imām) a décrit cette connexion comme une prise de conscience de l'amour de Dieu, que Dieu est la vérité et que seuls le 'ilm "la connaissance sacrée", et son développement peuvent aider l'humanité à réaliser pleinement son potentiel.
Son fils, l'Imām Mūsà al-Kāżim (m. 799), élargit cette exégèse en définissant le 'aql comme « la faculté d'appréhender le divin, une faculté de perception métaphysique, une lumière dans le cœur, à travers laquelle on peut discerner et reconnaître les signes de Dieu ». Il a en outre noté que là où les Imāms sont la ḥujjatu ż-żāhira "Preuve apparente de Dieu", 'aql est la ḥujjatu l-Bāṭina "Preuve secrète"[réf. nécessaire].
Alors qu'au début de l'islam, 'aql s'opposait à jahl "l'ignorance", l'expansion du concept signifiait qu'il était désormais opposé à safah "la stupidité [délibérée]" et junūn "le manque de bon sens, d'indulgence". Sous l'influence de la pensée Mu'tazilī, 'aql en vint à signifier "raisonnement dialectique".
Les philosophes arabes ont employé le terme ʿaql dans leurs commentaires du De anima d'Aristote. Ainsi, al-Kindi est l'auteur d'un traité Fî 'l-ʿaql, traduit en latin sous le titre De intellectu et al-Farabi d'une Risâla fī-l-ʿaql (« Lettre sur l'intellect »). Au XIIe siècle, Maïmonide, dans son Guide des égarés rédigé en judéo-arabe, reprend la théorie de l'intellect des falasifa. Il distingue l'intellect matériel (ʿaql al-hiulani) qui correspond au nous pathêtikos d'Aristote ; al-ʿaql bi al-fʿl (intellect en acte) ou nous poiêtikos ; al-ʿaql al-mustafâd (intellect acquis) et al-ʿaql al-fʿâl (intellect agent ou intellect actif universel).

## Dans le soufisme
L'intellect que beaucoup d'êtres humains limitent aux facultés cérébrales est effectivement limité, simple, étroit. En réalité l'intellect est présent dans tous le corps. Le véritable intellect est celui qui est revenu à l'origine, absolu, pur et lumineux. Il est sciences et secrets. Les soufi disent qu'il s'agit de l'intellect de Al Mustafa .